# Natalia Vorobieva
Natalia Vorobieva est une lutteuse libre russe née le 27 mai 1991 à Touloun. Elle concourt dans la catégorie des moins de 72 kg et dans la catégorie des moins de 69 kg.

## Palmarès

### Jeux olympiques
- Médaille d'or en catégorie des moins de 72 kg en 2012 à Londres
- Médaille d'argent en catégorie des moins de 69 kg en 2016 à Rio de Janeiro

### Championnats du monde
- Médaille d'or en catégorie des moins de 72 kg en 2019 à Noursoultan
- Médaille d'or en catégorie des moins de 69 kg en 2015 à Las Vegas
- Médaille d'argent en catégorie des moins de 72 kg en 2013 à Budapest
- Médaille de bronze en catégorie des moins de 69 kg en 2014 à Tachkent

### Championnats d'Europe
- Médaille d'or en catégorie des moins de 72 kg en 2020 à Rome
- Médaille d'or en catégorie des moins de 69 kg en 2014 à Vantaa
- Médaille d'or en catégorie des moins de 72 kg en 2013 à Tbilissi
- Médaille d'argent en catégorie des moins de 76 kg en 2021 à Varsovie
- Médaille de bronze en catégorie des moins de 69 kg en 2012 à Belgrade

### Jeux européens
- Médaille de bronze en catégorie des moins de 69 kg en 2015 à Bakou

### Jeux mondiaux militaires
- Médaille d'or en catégorie des moins de 76 kg en 2019 à Wuhan